# Trappenloop

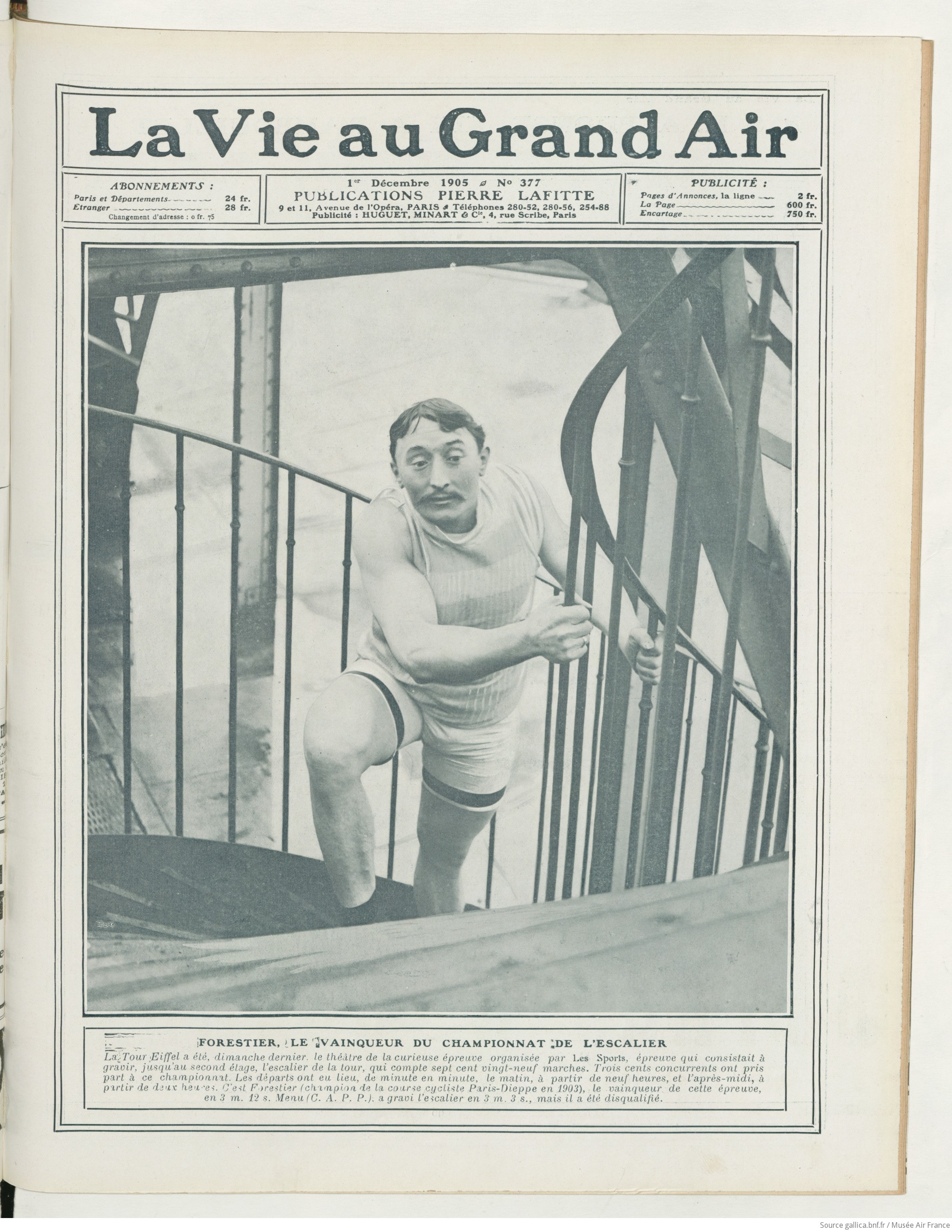
Een trappenloop op de Eiffeltoren in 1905

Een trappenloop is een hardloopwedstrijd waarbij het trappenhuis van een hoog gebouw het parcours vormt.

## Bekende trappenlopen
| Land (plaats)                  | Gebouw                     | Evenement                          | Aantal treden |
| ------------------------------ | -------------------------- | ---------------------------------- | ------------- |
| België ( Antwerpen)            | Silvertoptorens            | Silverrun                          | 1920          |
| België (Antwerpen)             | KBC-toren                  | KBC-Toren Run                      | 479           |
| Nederland (Enschede)           | Alphatoren                 | Trappenlooprace / NK-Trappenloop   | 450           |
| Nieuw-Zeeland (Auckland)       | Skytower                   | Skytower Run-Up                    | 1081          |
| Duitsland (Frankfurt)          | Messeturm                  | SkyRun MesseTurm Frankfurt         | 1202          |
| Australië (Sydney)             | AMP Tower                  | AMP Tower Run-Up                   | 1312          |
| Verenigde Staten (Los Angeles) | U.S. Bank Tower            |                                    | 1500          |
| Australië (Sydney)             | Sydney Tower               | Sydney Tower Stair Challenge       | 1504          |
| Verenigde Staten (New York)    | Empire State Building      | Fleet Empire State Building Run-Up | 1576          |
| Verenigde Staten (Chicago)     | John Hancock Center        | Hustle Up the Hancock              | 1632          |
| Canada (Toronto)               | CN Tower                   | CN Tower Run-Up                    | 1776          |
| Taiwan (Taipei)                | Taipei 101                 | Taipei 101 Run Up                  | 2046          |
| Maleisië (Kuala Lumpur)        | Menara Kuala Lumpur        | International Towerthon            | 2058          |
| Verenigde Staten (Chicago)     | Willis Tower (Sears Tower) |                                    | 2109          |
| Oostenrijk (Wenen)             | Millennium Tower           | Millennium Tower Run Up            | 2529          |